# Jean Ybarnegaray
Michel Albert Jean Joseph Ybarnégaray (16. listopada 1883.  - 25. travnja 1956.) bio je francuski političar i osnivač Međunarodnog udruženja za baskijsku pilotu.
Jean Ybarnegaray je rođen u Sjevernoj Baskiji u Uhart-Cize/Uharte Garazi, Donja Navara, Atlantski Pireneji-tada zvani Donji Pireneji. Studirao je pravo na Sorbonni i Sveučilištu Bordeaux i radio kao odvjetnik. Izabran je u Zastupnički dom francuskog sabora u travnju 1914.
Po izbijanju Prvog svjetskog rata bio je pozvan u vojnu službu. Bio je ranjen i otpušten iz vojske s odlikovanjem Legije časti, vraćajući se u Zastupnički dom, gdje je kritizirao Nivelleovu ofenzivu iz 1917., primirje iz 1918. i Versajski sporazum.
Kao član Republikanske Federacije, Ybarnegaray se pridružio Francuskoj socijalnoj stranci pukovnika de La Rocque 1938. On je služio kao ministar države u vladi Paula Reynauda od 10. svibnja 1940. godine.
Služio je u prvoj Višijevskoj vladi, kao ministar države u vladi maršala Philippea Petaina, te kao ministar branitelja i obitelji u drugoj Petainovoj vladi. Dao je ostavku na dužnost 6. rujna 1940.
Ybarnegaray je poduzeo aktivnosti u pokretu otpora-pomagao je bjeguncima u prelasku Pireneja, zbog čega je uhićen 1943. godine, i zatočen u Plansee u Tirolu. Iako je osuđen na poslijeratnom sudu na gubitak građanskih prava, njegove aktivnosti u otporu rezultirale su suspendiranjem kazne